# César Alonso de los Ríos
César Alonso de los Ríos (Osorno, Palencia; 15 de enero de 1936-Majadahonda, Madrid; 1 de mayo de 2018) fue un periodista y ensayista español.

## Biografía
Nacido poco antes del estallido de la guerra civil española, cursó estudios de periodismo, Derecho, Filosofía y Letras, destacándose como un firme opositor al régimen franquista.
Ferviente admirador de los ideales de la Generación del 98 y de la obra de Ortega y Gasset, tuvo a Miguel Delibes (según sus propias palabras) como modelo.
Estudió en el colegio de los Jesuitas de San Zoilo (Carrión de los Condes), aunque decidió no seguir la formación para ser jesuita y optó por estudiar Filosofía y Letras y Derecho en la Universidad de Valladolid. Allí formó parte del ambiente cultural y empezó a colaborar en El Norte de Castilla, que entonces dirigía Miguel Delibes. Sus inquietudes políticas le llevaron a formar parte del Frente de Liberación Popular, conocido como "el Felipe", un partido antifranquista formado sobre todo por estudiantes y que había sido fundado por Julio Cerón. Su militancia en este partido le llevó a prisión en 1962.
Colaboró en Cuadernos para el diálogo, y se incorporó como redactor jefe a la revista Triunfo editada entre 1962 y 1982 y que encarnaba las ideas y la cultura de la izquierda del país y fue símbolo de la resistencia intelectual al franquismo. Incorporó como colaboradores, entre otros, a Manuel Vázquez Montalbán y coincidió con Eduardo Haro Tecglen, de quien llegó a decir en un artículo de la revista: «pocos podían conducirnos con la maestría de Eduardo Haro, que ha convertido su oficio en una cátedra». Durante los 10 años que colaboró en Triunfo estuvo afiliado al Partido Comunista de España, por aquel entonces clandestino, lo que le supuso importantes problemas con el régimen. En 1978 abandonó Triunfo para ser director de una nueva revista, La Calle, llevándose consigo a varios miembros de la redacción y colaboradores de Triunfo, como Vázquez Montalbán, Antonio Elorza, Fernando Lara, Andreu Claret, Javier Alfaya o Montserrat Roig, entre otros.
En 1987 empezó a trabajar, primero como jefe de cultura y después como adjunto a la dirección, en un nuevo semanal, El Independiente, dirigido por Pablo Sebastián, que se convirtió en diario dos años más tarde. Tras el cierre de El Independiente, se incorporó a El Sol, un diario editado por el Grupo Anaya.
En los años 80 se convirtió en militante del PSOE, que alcanzó el gobierno de España en 1982 liderado por Felipe González. Con el paso de los años sus posturas se volvieron más críticas hacia el socialismo; entró como colaborador en el diario ABC y llegó a mostrarse afín a las posturas del gobierno de José María Aznar durante el mandato de éste, sobre todo en política autonómica. Prolífico escritor, publicó varios libros sobre la situación política del país, donde dejó patente el cambio experimentado en sus ideas.
Una de sus obras más polémicas fue La verdad sobre Tierno Galván (1997), una biografía del histórico dirigente socialista Enrique Tierno Galván donde muestra una imagen del exalcalde de Madrid absolutamente crítica y desconocida, y que levantó un importante revuelo en su momento.
Sus últimas aportaciones fueron, además de apariciones semanales en tertulias de la COPE e Intereconomía TV, artículos en el periódico ABC y en El Diario Montañés al sentirse muy ligado a Cantabria, donde pasaba los veranos en la villa de Comillas.
Falleció en el Hospital Puerta de Hierro de Madrid el 1 de mayo de 2018, a los 82 años de edad.

## Obra
- Conversaciones con Miguel Delibes. E.M.E.S.A., 1971. ISBN 9789203595865
- El desafío socialista. Laia, 1982. ISBN 84 722 290 84
- Palencia, alta es Castilla. RENFE, 1988. ISBN 84 505 823 26
- Si España Cae. Asalto nacionalista al Estado. Espasa-Calpe, 1994. ISBN 84 239 771 45
- La verdad sobre Tierno Galván. Anaya & Mario Muchnik, 1997. ISBN 84 797 941 35
- La izquierda y la nación. Una traición políticamente correcta. Planeta, 1999. ISBN 84 080 29 54 1
- España, un hecho. Fundación para el Análisis y los Estudios Sociales (FAES), 2003. ISBN 84 896 33 72 X
- Yo digo España. Libroslibres, 2006. ISBN 84 960 885 37
- Yo tenía un camarada. Áltera, 2007. ISBN 84 968 401 23
- Esta gran nación. Conversaciones con Mayor Oreja. Libroslibres, 2007. ISBN 978 849 608 863 4
- Soy un hombre de fidelidades: conversaciones con Miguel Delibes. La Esfera de los libros, 2010. ISBN 9788497349765
- Menéndez Pelayo. Genio y figura. Ediciones Encuentro, 2012. ISBN 9788499201467